# Paul Demets
Paul Demets (Deinze, 30 december 1966) is lector in KASK (Koninklijke Academie voor Schone Kunsten, Hogeschool Gent) dichter, essayist en poëzierecensent voor onder meer De Standaard. Hij schrijft ook over beeldende kunst en over podiumkunsten. Demets creëerde solo-performances tijdens Poetry International in Rotterdam in 2021 en op het Kunstenfestival van Watou in 2024. Samen met Hasan Pastaci, Hooman Jeddy, Anna Heuninck, Brend Verdegem en Joeri Joris maakte hij poëziefilms, die geselecteerd werden voor het Zebra Poetryfilmfestival in Berlijn (2022, 2023 en 2025), het Nederlands Poëziefilmfestival in Zutphen (2023 en 2024) en poëziefilmfestivals in Los Angeles, Houston (VS), in Weimar en Kopenhagen (2025).

## Levensloop
Demets studeerde Taal- en letterkunde en Theaterwetenschappen aan de Universiteit Leuven en als Erasmusstudent aan de Radboud Universiteit Nijmegen. Hij gaf les in het Provinciaal Onderwijs Oost-Vlaanderen van september 1992 tot en met september 2006. Sindsdien geeft hij les in KASK (Koninklijke Academie voor Schone Kunsten, Hogeschool Gent). Van september 2014 tot en met eind augustus 2024 was hij daarnaast onderwijsdidacticus aan de Universiteit Gent. Van begin 2016 tot en met eind 2019 was hij de Plattelandsdichter van de Provincie Oost-Vlaanderen. Zijn plattelandsgedichten werden opgenomen in de bundel De aangelanden (Poëziecentrum, 2020). Hij publiceerde poëzie in de literaire tijdschriften De Revisor, De Gids, DWB, Het Liegend Konijn, Revolver en Poëziekrant en in de tijdschriften Oikos, Sampol, Apache magazine en Rekto:Verso. Hij publiceerde jeugdpoëzie in de bloemlezingen Poëziespektakel (Querido, Amsterdam). Gedichten van hem werden onder andere opgenomen in verschillende edities van het Groot verzenboek van Jozef Deleu en in De Nederlandse poëzie van de twintigste en de eenentwintigste eeuw in 1000 en enige gedichten van Ilja Leonard Pfeijffer. Poëzie van Paul Demets is te lezen in de openbare ruimte in het gemeentehuis in Zulte, in het gemeentepark in Olsene (Zulte), aan de gevel van Het verschrikkelijke zoete leven in Machelen-aan-de-Leie (Zulte), in de kerk in Olsene (Zulte), in het station van Geraardsbergen, in het Centrum Ronde van Vlaanderen in Oudenaarde, in de dreef in Nazareth en op het dorpsplein van Opdorp.
Als student begon Demets over literatuur en theater te schrijven voor het Leuvens studentenblad Veto. Zijn eerste recensie van een poëziebundel publiceerde hij in 1991 in Poëziekrant.[1] Hij recenseerde poëzie voor het weekblad Knack van 1994 tot en met 2005 en van 2003 tot en met 2019 voor de krant De Morgen. Sinds 2020 recenseert hij poëzie voor de krant De Standaard. Hij schreef ook poëzierecensies voor de tijdschriften Awater, Poëziekrant, Ons Erfdeel (nu: De Lage Landen) en Streven. Voor Awater doet hij dat nog steeds. Voor De Standaard schreef hij tussen 1992 en 1994 over jeugdtheater. Voor Knack schreef hij tussen 1994 en 2005 ook over dans en theater, recenseerde hij theater- en dansvoorstellingen en interviewde hij dichters, theatermakers en choreografen. Voor het weekblad Markant (opvolger van De Rode Vaan) en de tijdschriften Kunst en Cultuur, Flanders, Ons Erfdeel (nu: De Lage Landen), Muziek en Woord, Staalkaart en Streven schreef hij over proza, dans, theater en beeldende kunst, voor de tijdschriften Documenta en Etcetera over theater en dans. Voor Radio 1 en Klara recenseerde hij tussen 1997 en 2004 Duitse literatuur en poëzie en interviewde hij auteurs. Vanaf 2010 tot en met het einde van Cobra.be, de cultuurwebsite van de VRT in 2015, schreef Demets recensies voor deze website. Voor het tijdschrift Zacht Lawijd (ZL) schreef hij literatuurwetenschappelijke bijdragen over het werk van de dichter, proza-auteur en schilder Paul Snoek (1933-1981).
Paul Demets trad op als dichter op Poetry International in Rotterdam, op de Nacht van de Poëzie in Utrecht, op Het Tuinfeest in Deventer, op Dichters in de Prinsentuin in Groningen, op de Poëziezomers van Watou en het Kunstenfestival van Watou, op Sappho in Ruiselede, op Liefde tussen de lijnen in Oostende, op het Passa Porta literatuurfestival in Brussel, op De Nachten in Antwerpen, op het European Poetry Festival in Londen, op het literatuurfestival Memento in Kortrijk en in het programma Koningsblauw van Behoud de Begeerte. In 2002 werd Demets lid van de Lappersfort Poets Society, een collectief van dichters dat zich inzette voor de redding van het Lappersfortbos in Brugge. Al vele jaren gaat de zorg voor het klimaat hem ter harte. In 2020 sloot hij zich dan ook aan bij de Klimaatdichters. In 2015 werd Demets door de gemeente Zulte, waar hij woont, verkozen tot Cultuurlaureaat. Paul Demets werkt regelmatig samen met beeldende kunstenaars en filmmakers.
Voor meerdere edities van de Poëziezomers van Watou werkte Demets samen: met videast Wim Catrysse (2000) en met beeldend kunstenaar Hans Op de Beeck (2004 en 2005), voor de Kunstenzomer van Watou met beeldend kunstenaars Carl Lanters en Eun Lee Young (2024). Ook voor het festival De Nachten in 2005 in De Singel in Antwerpen werkte hij samen met Hans Op de Beeck. In 2001 werden gedichten van Demets aangebracht in het SMAK in Gent, in de tentoonstelling EVROPA van fotograaf Carl De Keyzer. In 2002 maakte hij samen met schilder Marcase een alternatieve kruisweg voor de kerk van Olsene (Zulte). Ook voor het kunstproject Mandelart in Oostrozebeke werkten ze in dat jaar samen. In 2008 werkte hij samen met textielkunstenaar Rozemarijn Spilliaert voor het project Waldweben in Maria-Aalter. In 2021 en 2023 met danseres en choreografe Pé Vermeersch voor het literatuurfestival Memento in Kortrijk. In 2021 registreerden Vermeersch en Demets hun performance op video, in 2023 combineerden ze live dans met poëzie.
Samen met filmmaker Hooman Jeddy maakte hij in 2022 de poëziefilm ‘Verfhuid’, een hommage aan het werk van schilder Raoul De Keyser en in 2024 de poëziefilm ‘Zie, zie, zie’, een hommage aan de poëzie van Guido Gezelle. In 2010 maakte animatiefilmmaker Anna Heuninck de poëziefilm ‘Snit’  op basis van een gedicht van Paul Demets. In 2023 deed Joeri Joris dat met zijn poëziefilm ‘Bijendans’ en in 2024 Brend Verdegem met zijn poëziefilm ‘Er waait zand’. Ook met animatiefilmmaker Hasan Pastaci maakte Demets verschillende poëziefilms: Boreaal (2022) Nieuwe korven (2023) en Sphere supreme-Vliegvermogen (2024). Demets creëerde solo-performances tijdens Poetry International in Rotterdam in 2021 en op het Kunstenfestival van Watou in 2024. Als dichter was hij in augustus 2016 Queen of the secret garden (gastdichter) in Villa Augustus in Dordrecht en in maart 2023 was hij te gast aan de universiteiten van Boedapest en Debrecen in Hongarije. Demets gaf lezingen op literatuurwetenschappelijke congressen aan de universiteiten van Berlijn, Amherst (VS), Worcester (VS), Kortrijk, Utrecht, Sheffield, Belgrado, Bratislava en Zagreb. Samen met zijn vrouw en collega-onderwijsdidacticus aan de UGent Hilde Lauwers gaf hij meerdere lezingen over poëziedidactiek op het congres Het Schoolvak Nederlands (HSN).

## Werk
Paul Demets geeft les, begeleidt studenten bij hun masterscriptie en publiceert poëzie. Daarnaast publiceerde hij essays over het werk van Hugo Claus voor NTGent, over de Nederlandstalige poëzie in opdracht van het Nederlands Letterenfonds, stelde hij op vraag van Literatuur Vlaanderen Ecrivains Flamands, een dossier over Vlaamse en Nederlandse literatuur, samen voor het Franse tijdschrift La Nouvelle Revue Française (Gallimard) en schreef hij het nawoord bij de verzamelde gedichten van Paul Snoek, Eddy van Vliet en Erik Heyman. In opdracht van Behoud de Begeerte stelde hij de gelijknamige bloemlezing met proza en poëzie samen.
Over het beeldend werk van Paul Snoek schreef hij een essay voor de publicatie ‘Verkenningen’ van de KANTL. Hij werkte mee aan publicaties over Roger Raveel, Raoul De Keyser, Antoon De Clerck, Jan Fabre, Bieke Depoorter, Joost Colpaert, Michel Buylen en Marcase.
[1] https://www.dbnl.org/tekst/_poe007199101_01/_poe007199101_01_0091.php

## Gedichten opgenomen in bloemlezingen
- 1986 Hubert Van Eygen, De Nieuwe Tachtigers, Clumzy, Lier
- 1993 Erik Heyman, Koen Stassijns en Ivo van Strijtem, InVers, De Standaard Uitgeverij, Antwerpen
- 1998 Ben Reynders en Marie-Jeanne Snoeks, Kruimels op de vloer, Bakermat, Mechelen
- 2005 Anton Korteweg, Terugdoen. 25 gedichten voor 25 jaar Watou, P, Leuven
- 2006 Ronny De Schuyter en Peter Theunynck, 100 vaders, Lannoo, Tielt
- 2007 Ronny De Schuyter en Peter Theunynck, 100 lekkere gedichten, Lannoo, Tielt
- 2008 Ronny De Schuyter en Peter Theunynck, Honderd zoenen, Lannoo, Tielt
- 2008 Dirk van Bastelaere, Erwin Jans en Patrick Peeters, Hotel New Flandres : 60 jaar Vlaamse poëzie 1945-2005
- 2009 Jozef Deleu, Groot verzenboek, Lannoo, Tielt
- 2011 Harold Polis, Utopisch alfabet, honderd toekomstvisies, De Bezige Bij, Antwerpen
- 2011 Carlos Alleene, Mengeldichten. Een hommage aan Roger Raveel, Octave de Achtste, Gent
- 2012 Leonard Nolens 65, Querido, Amsterdam
- 2015 Jozef Deleu Groot verzenboek, Lannoo, Tielt
- 2013 Koen Stassijns en Ivo van Strijtem, Van Hugo Claus tot Ramsey Nasr, Lannoo, Tielt
- 2013 Kleine encyclopedie van Het verdriet, De Bezige Bij, Amsterdam
- 2016 Ilja Leonard Pfeijffer, De Nederlandse poëzie van de twintigste en de eenentwintigste eeuw in 1000 en enige gedichten, Prometheus, Amsterdam
- 2017 Kristien Bonneure, Katrien Kubben, Badra Rezkallah, Alsof er niets is gebeurd, Radio 1/ Poëziecentrum, Gent
- 2019 Jana Arns en Roel Richelieu van Londersele, De grote inkijk, De Zeef, Gent
- 2019 Ivo van Strijtem, Terug naar toen we begonnen, Poëziecentrum, Gent
- 2020 Luuk Gruwez en Thomas Möhlmann, We zouden naar zee gaan, Dichters van Wacht/ Poëziecentrum, Gent
- 2020 Moya De Feyter e.a., Zwemlessen voor later-klimaatpoëzie, Vrijdag, Antwerpen
- 2020 Wim Huijser, Een zwaluw maakt geen zomer, Rainbow, Amsterdam
- 2021 Carl De Strycker, Met heldere verf en verlangen, Dichters bij Raveel, Poëziecentrum, Gent
- 2021 Jozef Deleu, Groot verzenboek, Lannoo, Tielt
- 2021 Ik wil de slak zijn die haar huis draagt, Poëziecentrum, Gent
- 2021 Jelle Dierickx, Poesia Divina. Het Kempens Psalmenboek, Poëziecentrum, Gent
- 2021 Daniël Billiet en Tom Veys, Zingedichten, Woordentij, Roeselare
- 2022 Max Temmerman, Iedereen begint in het klein, Borgerhoff en Lamberigts, Gent
- 2022 Lucas Rijneveld, Natuur, De Bezige Bij, Amsterdam
- 2022 Wim Lammertijn en Steven Van de Putte, Dichter bij de Leie. Leiestreek in woord en beeld, Mudel, Deinze
- 2024 Daniël Billiet en Tom Veys, Dichtregels tegen eenzaamheid, Woordentij, Roeselare
- 2024 Esther Naomi Perquin, Winter, Stichting Het Park, Rotterdam

## Medewerking aan publicaties
- 1997 A companion to Dutch and Flemish Letters, Stichting Frankfurter Buchmesse, Amsterdam
- 2003 Ecrivains Flamands in: La Nouvelle Revue Française (NRF), Gallimard, Parijs
- 2004 Patrick Merckaert en Judith Herzberg, Stad van letters, H, Antwerpen Open, Antwerpen
- 2006 Jan Fabre, Kijkdozen en denkmodellen, Vision Publishers, Waregem
- 2006 Paul Snoek, Gedichten, Lannoo/Atlas, Tielt, Amsterdam/Antwerpen
- 2007 Eddy van Vliet, Verzamelde gedichten, De Bezige Bij, Amsterdam/Antwerpen
- 2008 Maarten Dings, Joachim Naudts, Egon Van Herreweghe, Een foto zegt meer dan 1000 woorden, Tornado Editions, Brussel
- 2010 Jan Fabre, Hoofdstukken I-XVIII, Was en brons, Guy Pieters, Parijs
- 2011 Bieke Depoorter, Ou menya, Lannoo, Tielt
- 2012 Anne Marie Musschoot, Verkenningen- Dubbelkunstenaars, KANTL, Gent
- 2016 Marcase, Serendipity, Lannoo, Tielt
- 2016 Michel Buylen, How the light gets in, De Zwarte Panter, Antwerpen
- 2018 Joost Colpaert, Heterotopia, MER, Gent
- 2019 Hilde D’haeyere en Line Aerts, De kousen van De Keyser, BOEKS, Gent
- 2019 Carl De Strycker en Yves T’Sjoen, Diep en binnensmonds, Over Hercules, Richelieu en Nostradamus van Paul Snoek, Poëziecentrum, Gent
- 2019 Gwij Mandelinck, Dat was Watou, De Arbeiderspers, Amsterdam
- 2020 Gaea Schoeters, Adieu (cd), Poëziecentrum, Gent
- 2021 Roger Raveel, Retrospection, Mercatorfonds, Brussel
- 2022 Patrick Lateur, Waarde Meester, beste Guido, Guido Gezellegenootschap, Brugge
- 2023 Luc Degryse en Piro Pallaghy, Wandelende lijnen, Graphius, Gent
- 2023 Handboek Luuk Gruwez (redactie Carl De Strycker), Poëziecentrum, Gent
- 2023 Anne Marie De Clerck, Wim Lammertijn, An Meirhaeghe, Jan Van Herreweghe, Antoon De Clerck: Visuele hygiëne, Snoeck, Gent
- 2024 Handboek Benno Barnard (redactie Carl De Strycker, Matthieu Sergier en Yves T’Sjoen), P, Leuven

## Secundaire literatuur: over het werk van Paul Demets
- 2005 Yves T’Sjoen, De gouddelver, Lannoo/Atlas, Tielt/Amsterdam
- 2019 Yvan De Maesschalck, Tiecelijn, Sint-Niklaas
- 2019 Jaarboek Jan Campert-stichting, Den Haag
- 2020 Johan Reijmerink, De dans van de dichter, Poëziecentrum, Gent
- 2022 Judith Gera, Plezier in poëzie, Amsterdam University Press, Amsterdam
- 2023 Steven Van de Putte, Caleidoscoop van de Leiepoëzie: van Gezelle tot Demets, Dunsa, Deinze

## Literaire prijzen en nominaties
- 1993 eervolle vermelding in de Prijs voor letterkunde van de Provincie Oost-Vlaanderen voor het ongepubliceerd manuscript van Het web van omtrek
- 1997 Lode Baekelmansprijs van de KANTL voor het ongepubliceerd manuscript van De landsheer van de Lethe
- 2001 Prijs voor letterkunde van de Provincie Oost-Vlaanderen voor De papegaaienziekte
- 2005 Onderwijsprijs van de Taalunie voor het poëzieproject Veroordeeld tot gedichten
- 2012 Herman de Coninckprijs (beste bundel en beste gedicht) voor De bloedplek
- 2019 Nominaties voor de Herman de Coninckprijs, de Paul Snoekprijs en de poëzieprijs van de KANTL voor De klaverknoop
- 2019 Jan Campert-prijs voor De klaverknoop
- 2019 Melopee Poëzieprijs- Publieksprijs voor het gedicht Eik
- 2021 Poëziester-secundair onderwijs voor het gedicht Prikkels
- 2021 nominatie voor de Grote Poëzieprijs voor De hazenklager
- 2021 Melopee Poëzieprijs Publieksprijs voor het gedicht Boreaal 1
- 2022 Paul Snoekprijs voor De landsheer van de Lethe
- 2025 Grote Poëzieprijs voor De schaamsoort